# Otto von Gierke
Otto Friedrich von Gierke (Stettin, 11 de janeiro de 1841 – Berlim, 10 de outubro de 1921) foi um importante jurista alemão.

## Vida
Otto Friedrich von  Gierke foi o mais velho de cinco filhos do casal Julius Gierke e Therese Gierke (nascida Zitelmann). Seus pais faleceram em 1855. Os filhos órfãos do casal foram criados por parentes em Stettin, onde Otto Friedrich Gierke completou os estudos ginasiais.
Em 1873 Otto Friedrich von Gierke casou-se com Marie Cäcilie Loening (conhecida como Lili Loening), filha do editor Karl Friedrich Loening. Da união nasceram seis filhos. A filha mais velha do casal, Anna von Gierke foi uma famosa assistente social alemã. O filho Julius von Gierke, seguindo a carreira do pai, tornou-se um jurista conhecido.
Em 1911, pela ocasião da comemoração de seus setenta anos, Otto Friedrich Gierke foi agraciado com a admissão no círculo de nobreza, passando a se chamar Otto Friedrich “von” Gierke.
No que toca sua vida profissional Otto von Gierke inicia sua carreira jurídica em 1857, como aluno do curso de Direito nas Universidades de Berlim e Heidelberg. Em 1860, sob a orientação do professor de História do Direito Carl Gustav Homeyer, completou o processo de doutoramento. A partir de 1865 trabalhou como assessor judiciário e, em 1867, completou o processo de habilitação como professor, apresentando um estudo sobre Direito Corporativo, trabalho que veio posteriormente a corresponder ao primeiro volume de sua obra Direito Corporativo Alemão (em alemão: “Deutschen Genossenschaftsrechts”). Após ter recusado o convite de assumir uma cátedra em Zurique, foi a partir de 1871 professor extraordinário em Berlim. No mesmo ano foi designado professor ordinário em Breslau, para onde se mudou. A partir de 1884 foi professor em Heidelberg e, por fim, em 1887, retornou à Universidade de Berlim, onde foi reitor entre 1902/1903.
Os anos em Breslau foram marcados por grande produtividade. Entre 1872 e 1884 Otto Friedrich von Gierke se dedicou a elaboração do segundo e do terceiro volume de sua obra sobre Direito Corporativo Alemão (o quarto volume, iniciado em 1913, restou inacabado).

## Importância acadêmica
Lançando mão de uma análise histórico-jurídica, Otto Friedrich von Gierke desenvolveu a concepção de Direito Corporativo proposta por seu professor Georg Beseler, seguindo, a exemplo de seu mestre, a linha germanista da Escola Histórica do Direito. Nesse estudo sobre Direito Corporativo sustentou que as associações seriam organismos vivos, quer dizer, entidades psíquicas reais e, assim, teriam independência de ação distinta da de seus membros.
Por sua vez, a consideração das associações como entes reais, ou orgânicos, manifesta o raciocínio típico da Escola Histórica do Direito. Nessa construção ainda nota-se manifesta oposição ao jusnaturalismo racional, que negava personalidade jurídica às associações.
É ainda importante salientar o contexto histórico que coincide com a elaboração do trabalho de Otto Friedrich von Gierke sobre Direito Corporativo, pautado por sérias questões sociais. A produção acadêmica de Otto Friedrich von Gierke foi, assim, marcada pela preocupação de equilíbrio entre tradicionalismo e liberalismo. ()
Nos trabalhos da codificação civil alemã, o nome de Gierke chefou a ser cogitado para integrar a Segunda Comissão, "ideia que contou com o apoio de Otto Karl von Oehlschläger (1831-1904), à época secretário de Estado da Reichsjustizamt (Escritório da Justiça do  Reich, órgão que antecedeu o Ministério da Justiça do Reich – Reichsministerium der Justiz). No entanto, a indicação não foi levada adiante graças ao veto da Baviera e de outros Estados do Sul, posto que gozasse do apoio da Prússia e da Saxônia".
Marcado pela preocupação social e adepto da corrente germanista da Escola Histórica do Direito, Otto Friedrich von Gierke, desenvolvendo o conceito de propriedade de acordo com aquela tradição jurídica, i.e. se opondo à concepção de propriedade do Direito Romano, ainda se destacou como um crítico do individualismo, postura que vem evidente na expressão “a propriedade obriga” (em alemão:. ”Eigentum verpflichtet”). Essa máxima foi posteriormente adotada na Constituição alemã de 1919 (Constituição de Weimar) e também incorporada na Lei Fundamental alemã vigente (em alemão: “Grundgesetz”) .
No âmbito do direito autoral Otto Friedrich von Gierkeentendeu por ver nesse instituto uma manifestação da personalidade do autor. Defendeu que a essência desse direito estaria na faculdade do autor em decidir sobre a reprodução de sua obra. Ao adotar essa visão de raíz idealista, que por sua vez se opunha à compreensão patrimonialista da matéria, o jurista alemão não negou os componentes econômicos do direito de autor, mas os classificou como um mero efeito do âmbito do domínio pessoal do autor ()

## Obras
- Gierke, Otto von: Das deutsche Genossenschaftsrecht, 4 Volumes, Berlin, 1868, 1873, 1881, 1913 (inacabada)
- Gierke, Otto von: Naturrecht und Deutsches Recht, Frankfurt, 1883
- Gierke, Otto von: Der Entwurf eines bürgerlichen Gesetzbuchs und das deutsche Recht , Leipzig, 1889 (obra digital)
- Gierke, Otto von: Deutsches Privatrecht Band 1, Leipzig [entre outras], 1895 (obra digital)
- Gierke, Otto von: Deutsches Privatrecht Band 2, Leipzig [entre outras], 1905 (obra digital)
- Gierke, Otto von: Deutsches Privatrecht Band 3, Leipzig [entre outras], 1917 (obra digital)

Gierke, Otto von: Die Genossenschaftstheorie und die deutsche Rechtsprechung, Berlin, 1887 (obra digital)
- Gierke, Otto von: Personengemeinschaften und Vermögensinbegriffe in dem Entwurfe eines Bürgerlichen Gesetzbuches für das Deutsche Reich , Berlin 1889 (obra digital)
- Gierke, Otto von: Vereine ohne Rechtsfähigkeit nach dem neuen Rechte, 2. edição , Berlin, 1902 (obra digital)